# Microregione di Divinópolis
Divinópolis è una microregione del Minas Gerais in Brasile, appartenente alla mesoregione di Oeste de Minas.

## Comuni
È suddivisa in 11 comuni:
- Carmo do Cajuru
- Cláudio
- Conceição do Pará
- Divinópolis
- Igaratinga
- Itaúna
- Nova Serrana
- Perdigão
- Santo Antônio do Monte
- São Gonçalo do Pará
- São Sebastião do Oeste